# Зелёный фургон (телесериал)
«Зелёный фургон» — российский телесериал, продолжение одноимённого телефильма 1983 года. Съёмки фильма проходили в  2018 году, премьера состоялась с 3 по 10 января 2020 года на «Первом канале».
Режиссёром сериала выступил Сергей Крутин — сын оператора первого фильма Виктора Крутина. Главную роль (Володи Патрикеева) вновь исполнил Дмитрий Харатьян. К роли Катьки-Жарь вернулась Екатерина Дурова, которая не дожила до премьеры три недели.

## Сюжет
События разворачиваются в Одессе в 1946 году, почти через 25 лет после событий, описанных в одноимённом фильме. Оказавшийся по доносу в тюрьме в 1939 году, а затем прошедший войну в разведроте от Сталинграда до Берлина, Владимир Патрикеев возвращается в родную Одессу. После массового отравления некачественным алкоголем начальник Одесского уголовного розыска приглашает старого сыщика помочь молодому сержанту Жене Красавину расследовать это дело.

## В ролях
- Дмитрий Харатьян — майор уголовного розыска Владимир Алексеевич Патрикеев
- Семён Трескунов — Евгений Красавин, сын Красавчика
- Валерий Кухарешин — Соломон Самуилович, «Дед», эксперт-криминалист
- Наталья Кийко — милиционер Варвара Воробьева, невеста Красавина
- Наталия Вдовина — Людмила, бывшая жена Патрикеева, мать Евгения
- Екатерина Олькина — Эммануэль, воровка
- Александр Наумов — подполковник МГБ Зиновьев (одноклассник Патрикеева, сын Червеня)
- Ярослав Жалнин — капитан МГБ Михальчук
- Екатерина Дурова — Катерина Верцинская, «Катька-Жарь», одноклассница Патрикеева, жена Красавчика
- Артур Сопельник — Красавчик-младший, сын конокрада Красавина и Катьки-Жарь
- Александр Рапопорт — Густав Бауэр
- Вячеслав Манучаров — Виктор Бауэр
- Александр Давыдов — Корчинский, директор металлобазы
- Алексей Дмитриев — Краб, бандит с металлобазы
- Александр Коршунов — полковник Чернышенко
- Юрий Маслак — майор Гончаренко
- Анатолий Кот — капитан Петров
- Олег Масленников-Войтов — Гриша Арнаутский
- Денис Карасёв — Пётр Михайлович, «Крест», бандит-моторист с баркаса
- Артур Ваха — Степан Бородин, «Боцман», бывший бандит «Филин»
- Светлана Казарцева — тётя Роза
- Виталия Корниенко — Маша
- Сергей Чонишвили — рассказчик (голос за кадром)

## Съёмочная группа
- Режиссёр-постановщик — Сергей Крутин
- Продюсеры — Сергей Сендык, Тимур Абдуллаев
- Сценаристы — Александр Морев, Олег Мороз
- Оператор — Ильшат Шугаев
- Композитор — Максим Дунаевский
- Автор текста песни — Вадим Жук

## Песни
- «Одесская песня» (исполняет Дмитрий Харатьян)